# Paul Dahl
Paul Dahl (5. november 1886 i København – 4. november 1939 i Hillerød) var en dansk godsejer.
Han var søn af grosserer Lauritz Dahl og Augusta født Petersen, blev student fra Birkerød Kostskole 1906, tog filosofikum samme år og blev landbrugskandidat 1909. Fra 1914 til sin død ejede han Holbæk Slots Ladegård og fra 1916 gården Rørvang.
Dahl var fra 1921 bestyrelsesmedlem i Holbæk Amts økonomiske Selskabs Sparekasse, i A/S Silkehuset 1920-28, Ejendomsaktieselskabet af 1. oktober 1910 fra 1927, Arbejdsgiverforeningen for Land- og Skovbrug fra 1927, Birkerød Kostskoles Samfund fra 1905, formand i samme fra 1917 og bestyrelsesformand i Johan Mantzius' Mindelegat fra 1918. 
Dahl blev gift med Else Wørishøffer (12. juli 1901 - 1955), datter af oberst T.J. Wørishøffer. Hun giftede sig 2. gang 1944 med Poul Børge Kastberg.